# Jajce
Jajce (alfabet ciríl·lic: Јајце) és una ciutat al centre de Bòsnia i Hercegovina, situat a la Federació de Bòsnia i Hercegovina. És a l'encreuament entre Banja Luka, Mrkonji Grad i Donji Vakuf, al conflent dels rius Pliva i Vrbas.
A la ciutat s'hi entra per unes portes fortificades, que protegien l'antic castell.

## Història

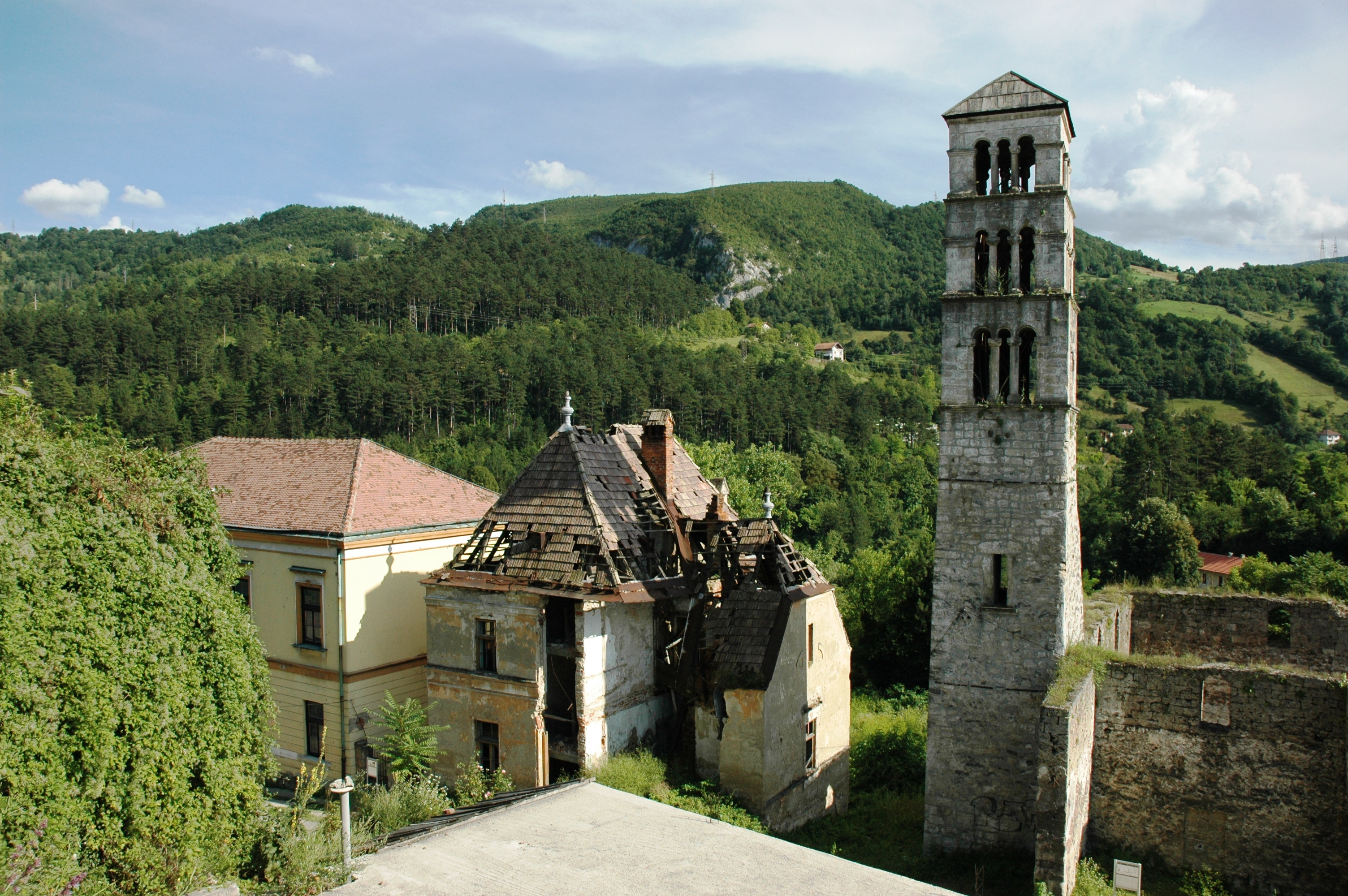
L'església de Sant Lluc

Jajce s'incorporava a principis del segle xiv com a capital del regne de Bòsnia que, el 1463, queia en mans de l'Imperi Otomà, però es reconqueria el mateix any. Durant aquest període, la darrera reina bosniana, Katarina Velika, va restaurar l'església de Sant Lluc, avui la més vella de la ciutat. Finalment, el 1525, Jajce es convertia en l'última ciutat de Bòsnia absorbida pels otomans.
Diferents esglésies i mesquites foren construïdes en diferents èpoques, fent una ciutat bastant diversa en aquest aspecte.

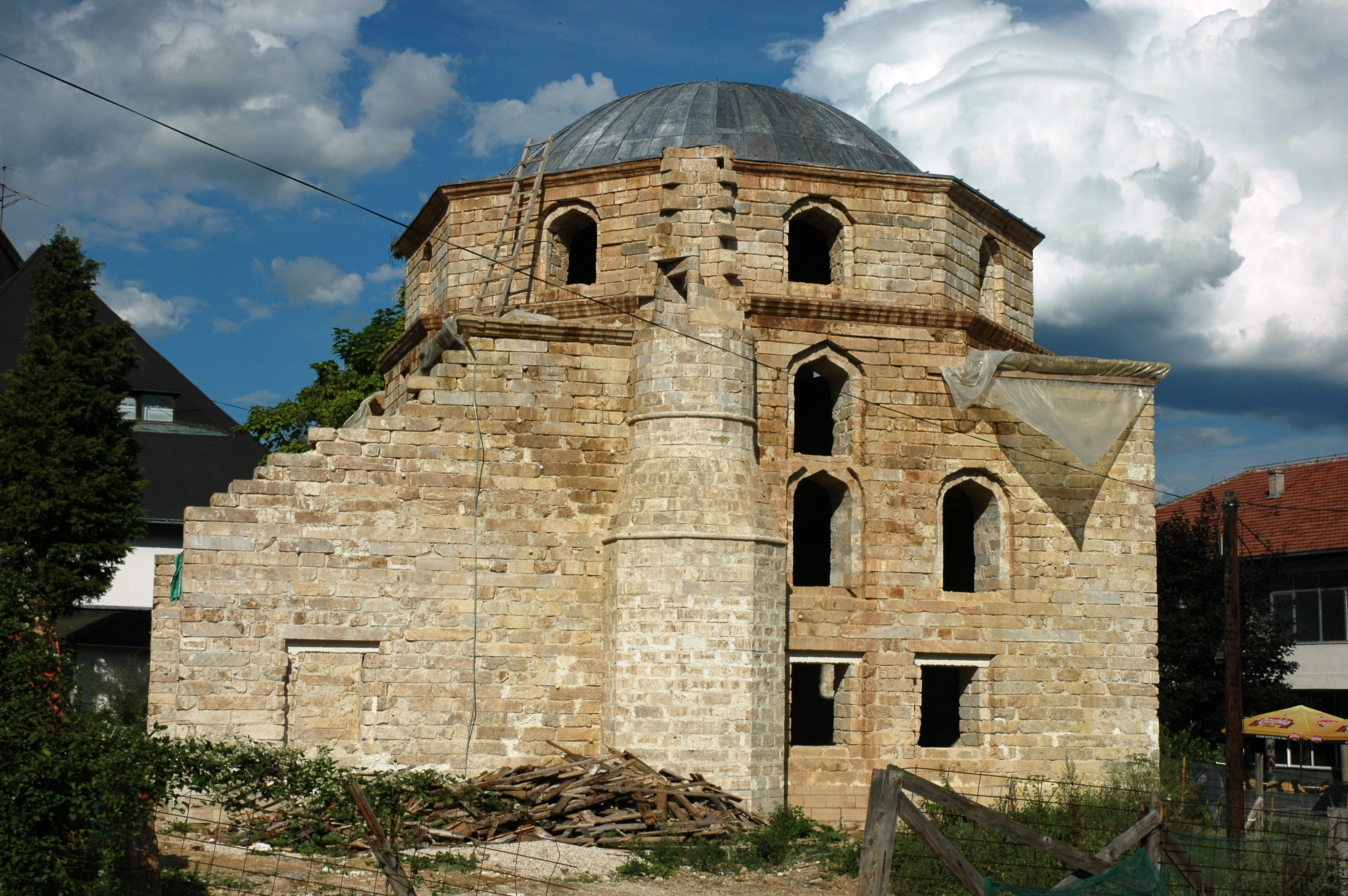
Reconstrucció d'una mesquita

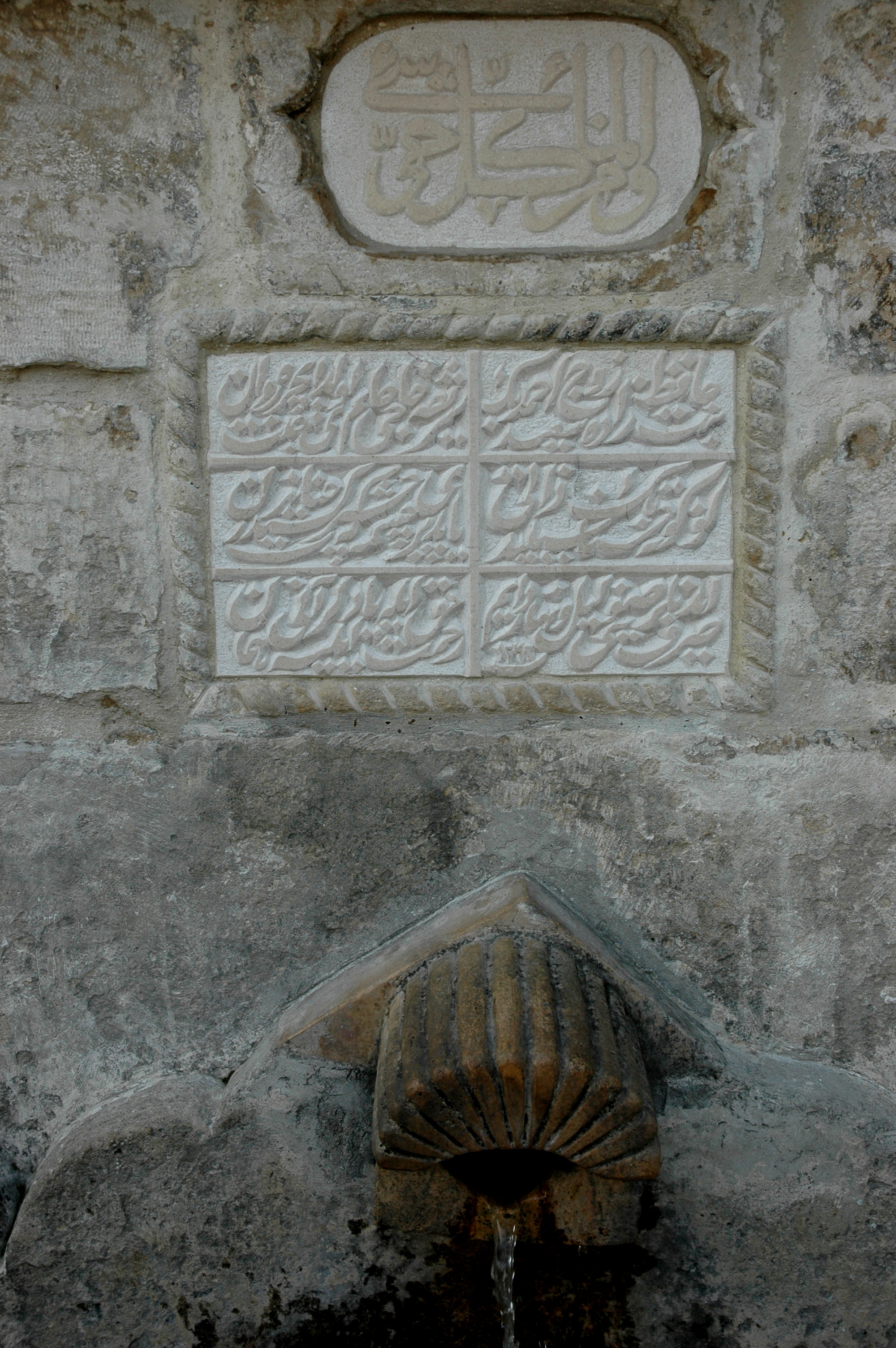
Font a Jajce

Jajce guanyava prominència durant la Segona Guerra Mundial perquè oferia la segona convenció del Consell Antifeixista d'Alliberació Nacional de Iugoslàvia el 29 de novembre de 1943. En aquesta reunió es posava la primera pedra per la fundació de la República Federal Socialista de Iugoslàvia.
Al començament de la guerra de Bòsnia, Jajce estava habitat per gent de tots els grups ètnics per la seva situació en un encreuament entre àrees de majoria sèrbia al nord, àrees de majoria musulmana al sud-est i àrees majoritàriment croates al sud-oest.
Al cens de 1991, el municipi tenia 45.007 habitants: 17.380 (un 38,8%) bosnians, 15.811 (un 35,1%) croats, 8.663 (un 19,3%) serbis, 2.490 (un 5,5%) iugoslaus, i 657 (un 1,2%) altres. La mateixa ciutat de Jajce tenia 15.454 residents, amb uns percentatges molt similars.
Entre els mesos d'abril i maig del 1992, gairebé tot el serbis fugiren de la ciutat cap a territoris sota el seu control. A l'estiu del mateix any, l'Exèrcit serbi de Bòsnia començava els bombardeigs pesants sobre la ciutat, introduint-se a la ciutat a l'octubre, aparentment a causa de la manca de cooperació entre els bosnians musulmans i les forces croates. Els bosnians i croats s'escapaven a través de Divicani a Travnik. En les contraofensives croates d'agost i setembre del 1995 la ciutat era presa per les forces croates provocant ara la fugida en gran part de la població sèrbia. Jajce passava a formar part de la Federació musulmana croata segons els acords de Dayton.

## Persones il·lustres
- Ermin Velić (n. 1959), jugador d'handbol